# Mad Chimera World
Mad Chimera World (マッドキメラワールド?, Maddo Kimera Wārudo) è un manga scritto e disegnato da Seishi Kishimoto e pubblicato su Monthly Morning Two di Kōdansha tra 2017 e 2019.

## Trama
In un mondo in rovina vivono chimere dove gli esemplari femminili divorano quelli maschili. Usagi vaga in questo mondo assieme al fratello Mitsuki, in grado di leggere i libri antichi e capace perciò di descrivere il mondo e le sue specie viventi come erano un tempo.